# Real Avilés Industrial Club de Fútbol
Maillots
Actualités
Le Real Avilés Industrial Club de Fútbol est un club de football espagnol basé à Avilés.
Le club joue ses matchs à domicile au Stade Román Suárez Puerta, doté de 5 352 places.

## Histoire
Le club évolue pendant 13 saisons en deuxième division : de 1934 à 1941, puis de 1952 à 1955, ensuite de 1956 à 1960, et enfin de 1990 à 1992. Il obtient son meilleur classement en Segunda División lors de la saison 1952-1953, où il se classe 3e de son groupe.

### Noms successifs
|  |  |  |  | Avilés Sport Club 1903 – 1906 | Avilés Sport Club 1903 – 1906 | Avilés Sport Club 1903 – 1906 | Avilés Sport Club 1903 – 1906 | Avilés Sport Club 1903 – 1906             | Avilés Sport Club 1903 – 1906          |                                                   |                                        | Sociedad Obrera Industrial (???? – 1906) | Sociedad Obrera Industrial (???? – 1906) | Sociedad Obrera Industrial (???? – 1906) | Sociedad Obrera Industrial (???? – 1906) | Sociedad Obrera Industrial (???? – 1906) | Sociedad Obrera Industrial (???? – 1906) |                                     |                                     |                                     |                                     |  |  |  |  |  |  |  |  |
|  |  |  |  | Avilés Sport Club 1903 – 1906 | Avilés Sport Club 1903 – 1906 | Avilés Sport Club 1903 – 1906 | Avilés Sport Club 1903 – 1906 | Avilés Sport Club 1903 – 1906             | Avilés Sport Club 1903 – 1906          |                                                   |                                        | Sociedad Obrera Industrial (???? – 1906) | Sociedad Obrera Industrial (???? – 1906) | Sociedad Obrera Industrial (???? – 1906) | Sociedad Obrera Industrial (???? – 1906) | Sociedad Obrera Industrial (???? – 1906) | Sociedad Obrera Industrial (???? – 1906) |                                     |                                     |                                     |                                     |  |  |  |  |  |  |  |  |
|  |  |  |  |                               |                               |                               |                               |                                           |                                        |                                                   |                                        |                                          |                                          |                                          |                                          |                                          |                                          |                                     |                                     |                                     |                                     |  |  |  |  |  |  |  |  |
|  |  |  |  |                               |                               |                               |                               | Círculo Industrial y de Sport 1906 – 1915 |                                        |                                                   |                                        |                                          |                                          |                                          |                                          |                                          |                                          |                                     |                                     |                                     |                                     |  |  |  |  |  |  |  |  |
|  |  |  |  |                               |                               |                               |                               |                                           |                                        |                                                   |                                        |                                          |                                          |                                          |                                          |                                          |                                          |                                     |                                     |                                     |                                     |  |  |  |  |  |  |  |  |
|  |  |  |  |                               |                               |                               |                               | Stadium Club Avilesino 1915 – 1925        |                                        |                                                   |                                        |                                          |                                          |                                          |                                          |                                          |                                          |                                     |                                     |                                     |                                     |  |  |  |  |  |  |  |  |
|  |  |  |  |                               |                               |                               |                               |                                           |                                        |                                                   |                                        |                                          |                                          |                                          |                                          |                                          |                                          |                                     |                                     |                                     |                                     |  |  |  |  |  |  |  |  |
|  |  |  |  |                               |                               |                               |                               | Real Stadium Club Avilesino 1925 – 1931   |                                        |                                                   |                                        |                                          |                                          |                                          |                                          |                                          |                                          |                                     |                                     |                                     |                                     |  |  |  |  |  |  |  |  |
|  |  |  |  |                               |                               |                               |                               |                                           |                                        |                                                   |                                        |                                          |                                          |                                          |                                          |                                          |                                          |                                     |                                     |                                     |                                     |  |  |  |  |  |  |  |  |
|  |  |  |  |                               |                               |                               |                               | Stadium Club Avilesino 1931 – 1940        | Stadium Club Avilesino 1931 – 1940     | Stadium Club Avilesino 1931 – 1940                | Stadium Club Avilesino 1931 – 1940     | Stadium Club Avilesino 1931 – 1940       | Stadium Club Avilesino 1931 – 1940       |                                          |                                          | Club Deportivo Llaranes 1956 – 1965      | Club Deportivo Llaranes 1956 – 1965      | Club Deportivo Llaranes 1956 – 1965 | Club Deportivo Llaranes 1956 – 1965 | Club Deportivo Llaranes 1956 – 1965 | Club Deportivo Llaranes 1956 – 1965 |  |  |  |  |  |  |  |  |
|  |  |  |  |                               |                               |                               |                               | Stadium Club Avilesino 1931 – 1940        | Stadium Club Avilesino 1931 – 1940     | Stadium Club Avilesino 1931 – 1940                | Stadium Club Avilesino 1931 – 1940     | Stadium Club Avilesino 1931 – 1940       | Stadium Club Avilesino 1931 – 1940       |                                          |                                          | Club Deportivo Llaranes 1956 – 1965      | Club Deportivo Llaranes 1956 – 1965      | Club Deportivo Llaranes 1956 – 1965 | Club Deportivo Llaranes 1956 – 1965 | Club Deportivo Llaranes 1956 – 1965 | Club Deportivo Llaranes 1956 – 1965 |  |  |  |  |  |  |  |  |
|  |  |  |  |                               |                               |                               |                               | Real Avilés Club de Fútbol 1940 – 1983    | Real Avilés Club de Fútbol 1940 – 1983 | Real Avilés Club de Fútbol 1940 – 1983            | Real Avilés Club de Fútbol 1940 – 1983 | Real Avilés Club de Fútbol 1940 – 1983   | Real Avilés Club de Fútbol 1940 – 1983   |                                          |                                          | Club Deportivo Ensidesa 1965 – 1983      | Club Deportivo Ensidesa 1965 – 1983      | Club Deportivo Ensidesa 1965 – 1983 | Club Deportivo Ensidesa 1965 – 1983 | Club Deportivo Ensidesa 1965 – 1983 | Club Deportivo Ensidesa 1965 – 1983 |  |  |  |  |  |  |  |  |
|  |  |  |  |                               |                               |                               |                               | Real Avilés Club de Fútbol 1940 – 1983    | Real Avilés Club de Fútbol 1940 – 1983 | Real Avilés Club de Fútbol 1940 – 1983            | Real Avilés Club de Fútbol 1940 – 1983 | Real Avilés Club de Fútbol 1940 – 1983   | Real Avilés Club de Fútbol 1940 – 1983   |                                          |                                          | Club Deportivo Ensidesa 1965 – 1983      | Club Deportivo Ensidesa 1965 – 1983      | Club Deportivo Ensidesa 1965 – 1983 | Club Deportivo Ensidesa 1965 – 1983 | Club Deportivo Ensidesa 1965 – 1983 | Club Deportivo Ensidesa 1965 – 1983 |  |  |  |  |  |  |  |  |
|  |  |  |  |                               |                               |                               |                               |                                           |                                        |                                                   |                                        |                                          |                                          |                                          |                                          |                                          |                                          |                                     |                                     |                                     |                                     |  |  |  |  |  |  |  |  |
|  |  |  |  |                               |                               |                               |                               |                                           |                                        | Real Avilés Industrial 1983 – 2010                |                                        |                                          |                                          |                                          |                                          |                                          |                                          |                                     |                                     |                                     |                                     |  |  |  |  |  |  |  |  |
|  |  |  |  |                               |                               |                               |                               |                                           |                                        |                                                   |                                        |                                          |                                          |                                          |                                          |                                          |                                          |                                     |                                     |                                     |                                     |  |  |  |  |  |  |  |  |
|  |  |  |  |                               |                               |                               |                               |                                           |                                        | Real Avilés Club de Fútbol 2010 – 2023            |                                        |                                          |                                          |                                          |                                          |                                          |                                          |                                     |                                     |                                     |                                     |  |  |  |  |  |  |  |  |
|  |  |  |  |                               |                               |                               |                               |                                           |                                        |                                                   |                                        |                                          |                                          |                                          |                                          |                                          |                                          |                                     |                                     |                                     |                                     |  |  |  |  |  |  |  |  |
|  |  |  |  |                               |                               |                               |                               |                                           |                                        | Real Avilés Industrial Club de Fútbol depuis 2023 |                                        |                                          |                                          |                                          |                                          |                                          |                                          |                                     |                                     |                                     |                                     |  |  |  |  |  |  |  |  |

## Palmarès
- Champion de Segunda División B : 1990
- Champion de Tercera División : 1933, 1945, 1952, 1965, 1967, 1968

## Saisons
| Primera División   | 0  |
| Segunda División   | 13 |
| Segunda División B | 49 |
| Tercera División   | 29 |

## Anciens joueurs
- Marcelino Campanal
- Mauro Rodríguez Cuesta (meilleur buteur de D2 en 1953)